# 酸素系キッチンブライト
酸素系キッチンブライト（さんそけいキッチンブライト）は、ライオン油脂が発売した台所用酸素系漂白剤。

## 概要
ライオンの台所用漂白剤としては、塩素系であるキッチンブライトが発売されていたが、台所用酸素系漂白剤である花王のキッチンワイドハイターに対抗するため商品ラインを追加したものと思われる。容量も同じだった。

## 成分
過炭酸ナトリウム。界面活性剤。顆粒状。

## メモ
現在は、業務用として4リットル入り（顆粒状）が発売されている。